# THE NEWS TBC
『THE NEWS TBC』（ザ・ニュース・ティービーシー）は、2009年3月30日から2010年3月26日まで東北放送（TBCテレビ）で放送された週末夕方のミニニュース番組である。

## 概要
本番組は『総力報道!THE NEWS』開始により、『JNNニュース』・『TBSニュース』から『THE NEWS』へ鞍替えするのに伴いスタートした。
また、開始当初は平日午後にも放送されており『THE NEWS』と同様2010年3月28日を以て終了し、翌3月29日からは従来の『TBCニュース』に戻った。

## 放送時間
| 期間      | 期間      | 放送時間（日本時間） | 放送時間（日本時間）  | 放送時間（日本時間）  |
| 期間      | 期間      | 月 - 金曜日          | 土曜日                | 日曜日                |
| --------- | --------- | -------------------- | --------------------- | --------------------- |
| 2009.3.30 | 2009.7.19 | 14:55 - 15:00（5分） | 18:50 - 19:00（10分） | 17:50 - 18:00（10分） |
| 2009.7.25 | 2010.3.28 | （放送なし）         | 18:50 - 19:00（10分） | 17:50 - 18:00（10分） |

## 内容・その他
- 土曜の『報道特集NEXT』と日曜の『THE NEWS』終了後に県内のニュース・天気予報を10分間放送した（それゆえに前者のローカル枠は差し替えなしで関東ローカルのニュースをそのまま放送する）。
- 2009年6月10日・8月12日の19:55 - 20:54（日本時間）には『THE NEWS TBCスペシャル』が放送された。

## 関連番組
- 総力報道!THE NEWS TBC
- 河北新報ニュース